# Izobil'nensky (huyện)
Huyện Izobil'nensky (tiếng Nga: ? райо́н) là một huyện hành chính tự quản (raion), của Vùng Stavropol, Nga. Huyện có diện tích 1975 km², dân số thời điểm ngày 1 tháng 1 năm 2000 là 101100 người. Trung tâm của huyện đóng ở Izobilny.